# リンカーン郡 (ノースカロライナ州)
リンカーン郡（英: Lincoln County）は、アメリカ合衆国ノースカロライナ州の西部に位置する郡である。2010年国勢調査での人口は78,265人であり、2000年の63,780人から22.7%増加した。郡庁所在地はリンカーントン市（人口10,486人）であり、同郡で人口最大の都市でもある。

## 歴史
リンカーン郡は1779年にトライアン郡（現在は廃郡）の東部が分離して設立された。郡名はアメリカ独立戦争の将軍ベンジャミン・リンカーンに因んで名付けられた。
1782年、バーク郡南東部がリンカーン郡に付設された。1841年、リンカーン郡の一部とラザフォード郡の一部を合わせ、クリーブランド郡が設立された。1842年、郡北部がカトーバ郡となった。1846年、郡南部がガストン郡になった。

## 郡政府
リンカーン郡は地域のセントラニナ自治体委員会のメンバーである。

## 地理
アメリカ合衆国国勢調査局に拠れば、郡域全面積は307平方マイル (800 km2)であり、このうち陸地299平方マイル (770 km2)、水域は8平方マイル (21 km2)で水域率は2.68%である。

### 郡区
リンカーン郡は5つの郡区に分割されている。カトーバスプリングス、ハワーズクリーク、アイアンステーション、リンカーントン、ノースブルックの各郡区である。

### 主要高規格道路
- アメリカ国道321号線
- ノースカロライナ州道10号線
- ノースカロライナ州道16号線
- ノースカロライナ州道18号線
- ノースカロライナ州道27号線
- ノースカロライナ州道73号線
- ノースカロライナ州道150号線
- ノースカロライナ州道155号線
- ノースカロライナ州道182号線
- ノースカロライナ州道274号線

### 隣接する郡
- カトーバ郡 - 北
- アイアデル郡 - 北東（水域境界のみ）
- メクレンバーグ郡 - 南東
- ガストン郡 - 南
- クリーブランド郡 - 西
- バーク郡 - 北西

## 人口動態
以下は2010年国勢調査による人口統計データである。
| 基礎データ - 人口: 78,265人 - 世帯数: 30,343 世帯 - 家族数: 22,221 家族 - 人口密度: 101人/km2（262人/mi2） - 住居数: 33,641軒 - 住居密度: 43軒/km2（113軒/mi2） 人種別人口構成 - 白人: 89.4% - アフリカン・アメリカン: 5.5% - ネイティブ・アメリカン: 0.3% - アジア人: 0.5% - 太平洋諸島系: 0.02% - その他の人種: 2.7% - 混血: 1.6% - ヒスパニック・ラテン系: 6.7% 年齢別人口構成 - 18歳未満: 23.6% - 18-24歳: 7.5% - 25-44歳: 26.2% - 45-64歳: 29.5% - 65歳以上: 13.2% - 年齢の中央値: 40歳 - 性比（女性100人あたり男性の人口） - 総人口: 98.4 - 18歳以上: 95.8 | 世帯と家族（対世帯数） - 18歳未満の子供がいる: 30.6% - 結婚・同居している夫婦: 57.2% - 未婚・離婚・死別女性が世帯主: 11.1% - 非家族世帯: 26.8% - 単身世帯: 22.3% - 65歳以上の老人1人暮らし: 8.4% - 平均構成人数 - 世帯: 2.56人 - 家族: 2.97人 収入と家計 - 収入の中央値 - 世帯: 42,456米ドル - 家族: 48,298米ドル - 性別 - 男性: 41,441米ドル - 女性: 30,480米ドル - 人口1人あたり収入: 21,861米ドル - 貧困線以下 - 対人口: 15.8% - 対家族数: 10.4% - 18歳未満: 25.3% - 65歳以上: 8.7% |

## 都市と町

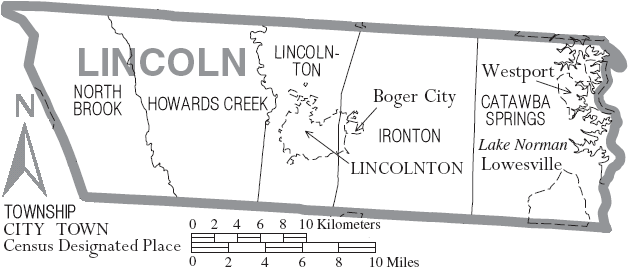
リンカーン郡の自治体と郡区

- ボージャーシティ
- デンバー
- アイアンステーション
- リンカーントン - 郡庁所在地
- ローズビル
- メイドン（部分）
- ウェストポート
- ベイル
- パンプキンセンター

## 教育

### 高等教育機関
- ガストン・カレッジ - コミュニティカレッジ、ダラスにある、准学士号、資格取得、学位記取得プログラムを提供している

### 公共教育学区
郡内の公共教育はガストン郡教育学区が管轄している。高校5校、中学校5校、中間学校2校、小学校12校がある。